# Heraldo de Aragón
Pour les articles homonymes, voir El Heraldo.
Heraldo de Aragón est un quotidien publié à Saragosse et fondé par Luis Montestruc Rubio (es) le 20 septembre 1895.
Il est le principal quotidien régional en Aragon.

Le tunnel routier du Somport est un itinéraire européen, reliant l'Aragon (et l'Espagne) à la France. Aussi, le journal rend compte des causes de fermeture survenues en France.

## Distinction
en 2003, le quotidien a reçu le prix European Newspaper Award dans la catégorie « presse régionale ».